# Canobbio
Canobbio (in dialetto ticinese Canöbi) è un comune svizzero di 2 121 abitanti del Canton Ticino, nel distretto di Lugano.

## Geografia fisica
Canobbio si trova a nord di Lugano.

## Storia

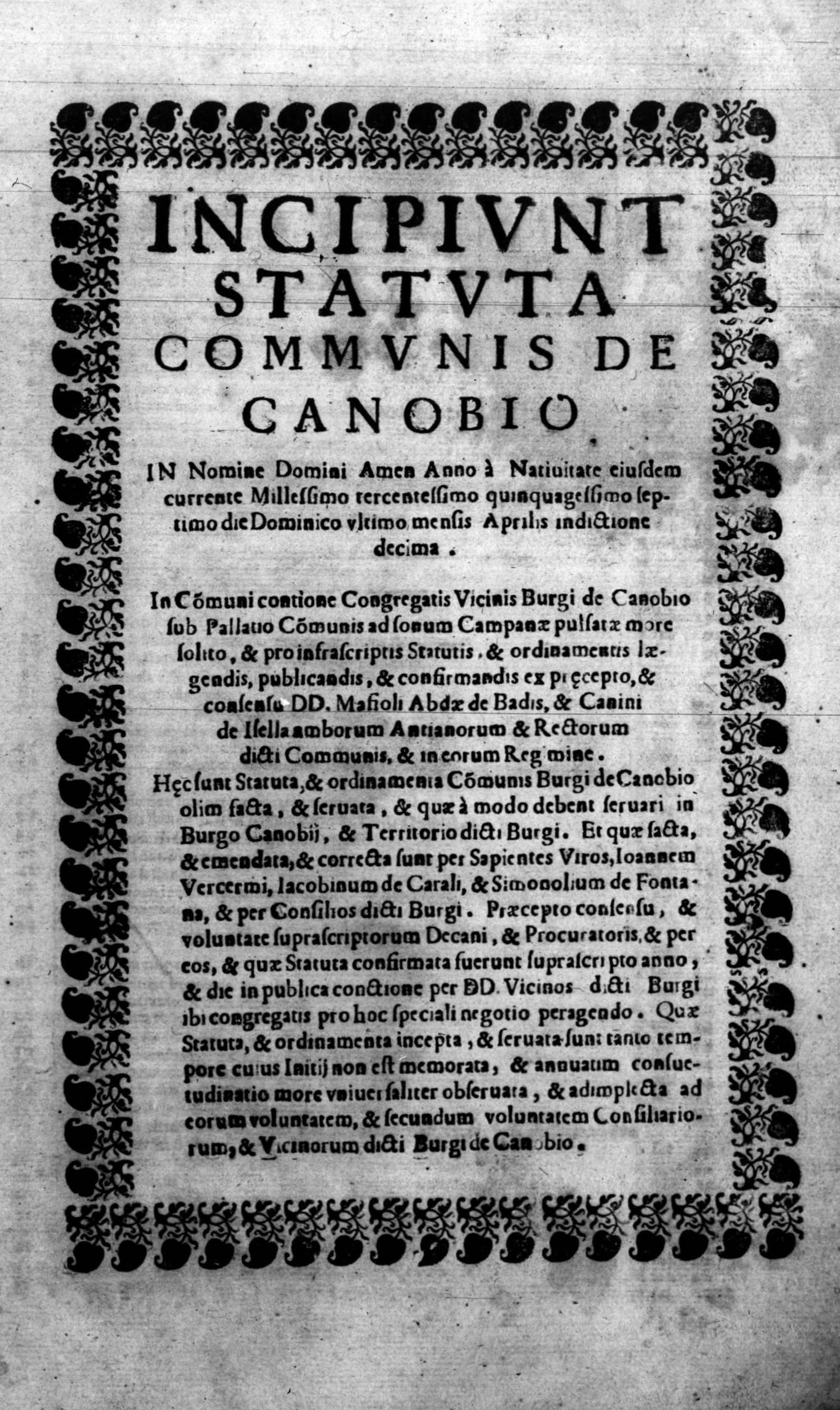
Gli statuti del comune di Canobbio (Statuta communis de Canobio), 1510

Canobbio è documentato nel 712 con il nome di Canobli. Il 24 gennaio 864 Pietro, abate del monastero di Sant'Ambrogio di Milano, prese possesso, mediante la cerimonia dell'abbraccio d'una colonna, degli stabili a Canobbio, ceduti al monastero dal presbitero Engilberto.
Nel comune, per alcuni anni, ha trovato sede abusivamente un centro sociale, poi trasferitosi nell'ex Macello pubblico di Lugano.

## Monumenti e luoghi d'interesse
- Chiesa parrocchiale di San Siro, attestata dall'863[1];
- Villa Fumagalli, residenza signorile ottocentesca[senza fonte].

## Società

### Evoluzione demografica
L'evoluzione demografica è riportata nella seguente tabella:
Abitanti censiti

## Amministrazione
Ogni famiglia originaria del luogo fa parte del cosiddetto comune patriziale e ha la responsabilità della manutenzione di ogni bene ricadente all'interno dei confini del comune.